# 伊塔佩蒂宁加
伊塔佩蒂宁加是巴西圣保罗州的一个市镇。总面积1792.079平方公里，总人口14 8808人，人口密度83人/平方公里。伊塔佩蒂宁加源于图皮语。